# Миллер, Роберт Джеймс (сержант)
Роберт Джеймс Миллер (англ. Robert James Miller) (14 октября 1983 −25 января 2008) — солдат Специальных сил армии США, награждён посмертно медалью Почёта за свои действия в Афганистане.

## Биография
Миллер родился в г. Гаррисберг, штат Пенсильвания, второй ребёнок в семье из восьми детей. Вырос в штате Иллинойс. В его семье существует традиция служить на военной службе, восходящая к Американской революции. Миллер отучился один год в университете штата Айовы, после чего решил вступить в ряды армии. 14 августа 2003 года он поступил на программу подготовки Специальных сил. К 6 января 2004 года он окончил базовую пехотную школу и воздушно-десантную школу в Форт-Беннинге, штат Джорджия. 26 сентября 2004 года Миллер прошёл фазу оценки и отбора в Специальные силы а 4 марта 2005 года он прошёл курс подготовки сержантов Специальных сил. Миллер получил нашивку Специальных сил. 30 сентября 2005 года после прохождения учебного курса французского языка для спецопераций Миллер был произведён в звание сержанта и в этот же день зачислен в роту А, третьего батальона, третьей (воздушно-десантной) группы Специальных сил, Форт-Брэгга, штат Северная Каролина.
С августа 2006 года по март 2007 года Миллер проходил службу в Афганистане в ходе операции «Несокрушимая свобода», приняв участие в этапах «Консолидация I» и «Консолидация II». Миллер был награждён двумя Похвальными армейскими медалями с литерой «V» за мужество, проявленное под обстрелом. Кроме французского Миллер выучил пушту, чтобы общаться с местными союзниками. Товарищи воспоминали, что Миллер олицетворял собой солдата Специальных сил: «Он просто проводил время, не только время тренировок, но и время после захода солнца, пил с ними чай, ел, разговаривал с ними на пушту… Он был таким, каким я представлял себе солдата Специальных сил». Вернувшись в США Миллер отучился в школе рейнджеров и в октябре 2007 года вернулся в Афганистан в качестве сержанта по вооружениям своего отряда. 25 января 2008 года он погиб в бою с силами Талибана близ деревни Бариковт (район Нари, провинция Кунар), где его отряд вёл боевые действия. Тело Миллера было похоронено в мемориальном парке Всех святых в Кассельберри, штат Флорида. Миллер был включён как лауреат в Академию Линкольна штата Иллинойс и в 2012 году удостоился ордена Линкольна (высочайшая награда штата) от губернатора штата.

## Последний бой
25 января 2008 года отряд ODA 3312 в предрассветное время осуществлял патрулирование с отрядом Сил национальной безопасности Афганистана в районе Нари провинции Кунар близ пакистанской границы. По дороге им дважды приходилось использовать взрывчатку, чтобы убирать валуны с дороги. Зная, что противник часто использует валуны для организации засад патруль отправил впереди машин для наблюдения отряд пехоты (где и находился Миллер). Достигнув цели отряд при помощи дрона обнаружил вражеские позиции и вступил в боеконтакт. Миллер стрелял из гранатомёта MK 19 со своей машины. Когда гранатомёт вышел из строя, Миллер стрелял из пулемёта M240, одновременно выявляя позиции противника для нанесения авиаударов. После авиаудара патруль двинулся вперед, чтобы оценить ущерба от бомбы (BDA). Будучи единственным членом отряда, говорившим на пушту, Миллер организовал афганских бойцов и снова занял позицию. Когда отряд пересекал открытую местность повстанцы, засевшие в засаде в укрытии, устроили засаду и обрушили на них огонь из винтовок, пулеметов и гранатомётов.
Отряд оказался на открытом месте без укрытия, в то же время к противнику прибывали подкрепления, численность его возросла до 150 человек. Вместо отступления Миллер бросился вперёд и уничтожил пулемётное гнездо и нескольких стрелков, прижавших его отряд огнём к земле. Видя, что его отряд всё ещё находится в опасности, он бросился вперёд и из своего пулемёта М249 и осколочными гранатами уничтожил и переранил ещё десятерых повстанцев. Только когда его отряд нашёл укрытие, Миллер стал отступать и в ходе перемещений был ранен в грудь. Его командир получил серьёзное ранение в грудь и плечо и приказал своим людям отступать. Миллер вместо этого бросился в бой и отвлекал на себя огонь противника, чтобы его командир мог добраться до безопасного места. Оказавшись отрезанным от своих, Миллер в одиночку продолжал наступать, указывая вражеские позиции своим товарищам пока не израсходовал патроны к пулемёту и гранаты. Он был ещё жив, когда к нему прорвались два товарища и начали ему оказывать медицинскую помощь, но умер спустя несколько секунд. Всего бой продлился семь часов и потребовал вмешательства подкреплений из Сил быстрого реагирования и дополнительной огневой поддержки с воздуха, чтобы закончить бой. Противник потерял свыше 40 человек убитыми и свыше 60 ранеными, причём сам Миллер убил свыше 16 боевиков и ранил свыше 30. Своими храбрыми действиями он спас 8 человек из своей команды и 15 афганских бойцов.

## Награды
Штаб-сержант Миллер удостоился нижеследущих наград:

|                                                        |  |                                              |  |  |  |  |  |  |  |  |  |
|                                                        |  |                                              |  |  |  |  |  |  |  |  |  |
| A light blue ribbon with five white five pointed stars |  |                                              |  |  |  |  |  |  |  |  |  |
|                                                        |  | Литера «V» · Бронзовый пучок дубовых листьев |  |  |  |  |  |  |  |  |  |
|                                                        |  |                                              |  |  |  |  |  |  |  |  |  |
|                                                        |  |                                              |  |  |  |  |  |  |  |  |  |
|                                                        |  | Золотая звезда повторного награждения        |  |  |  |  |  |  |  |  |  |
|                                                        |  |                                              |  |  |  |  |  |  |  |  |  |
|                                                        |  |                                              |  |  |  |  |  |  |  |  |  |

| Badge       | Значок боевого пехотинца                                                   | Значок боевого пехотинца                                                   | Значок боевого пехотинца                                                   | Значок боевого пехотинца                                                   | Значок боевого пехотинца                             | Значок боевого пехотинца                             | Значок боевого пехотинца                             | Значок боевого пехотинца                             | Значок боевого пехотинца                                      | Значок боевого пехотинца                                      | Значок боевого пехотинца                                      | Значок боевого пехотинца                                      |
| Badge       | Parachutist Badge                                                          | Parachutist Badge                                                          | Parachutist Badge                                                          | Parachutist Badge                                                          | Parachutist Badge                                    | Parachutist Badge                                    | Parachutist Badge                                    | Parachutist Badge                                    | Parachutist Badge                                             | Parachutist Badge                                             | Parachutist Badge                                             | Parachutist Badge                                             |
| 1st Row     | Медаль Почёта                                                              | Медаль Почёта                                                              | Медаль Почёта                                                              | Медаль Почёта                                                              | Медаль Почёта                                        | Медаль Почёта                                        | Бронзовая звезда                                     | Бронзовая звезда                                     | Бронзовая звезда                                              | Бронзовая звезда                                              | Бронзовая звезда                                              | Бронзовая звезда                                              |
| 2nd Row     | Пурпурное сердце                                                           | Пурпурное сердце                                                           | Пурпурное сердце                                                           | Пурпурное сердце                                                           | Медаль «За похвальную службу»                        | Медаль «За похвальную службу»                        | Медаль «За похвальную службу»                        | Медаль «За похвальную службу»                        | Похвальная медаль армии с литерой «V» и одним дубовым листом  | Похвальная медаль армии с литерой «V» и одним дубовым листом  | Похвальная медаль армии с литерой «V» и одним дубовым листом  | Похвальная медаль армии с литерой «V» и одним дубовым листом  |
| 3rd Row     | Медаль «За безупречную службу»                                             | Медаль «За безупречную службу»                                             | Медаль «За безупречную службу»                                             | Медаль «За безупречную службу»                                             | Медаль «За службу национальной обороне»              | Медаль «За службу национальной обороне»              | Медаль «За службу национальной обороне»              | Медаль «За службу национальной обороне»              | Медаль «За кампанию в Афганистане» с двумя звёздами за службу | Медаль «За кампанию в Афганистане» с двумя звёздами за службу | Медаль «За кампанию в Афганистане» с двумя звёздами за службу | Медаль «За кампанию в Афганистане» с двумя звёздами за службу |
| 4th Row     | Медаль «За службу в экспедиционных войсках глобальной войны с терроризмом» | Медаль «За службу в экспедиционных войсках глобальной войны с терроризмом» | Медаль «За службу в экспедиционных войсках глобальной войны с терроризмом» | Медаль «За службу в экспедиционных войсках глобальной войны с терроризмом» | Медаль «За участие в глобальной войне с терроризмом» | Медаль «За участие в глобальной войне с терроризмом» | Медаль «За участие в глобальной войне с терроризмом» | Медаль «За участие в глобальной войне с терроризмом» | Army NCO Professional Development Ribbon с award numeral 2    | Army NCO Professional Development Ribbon с award numeral 2    | Army NCO Professional Development Ribbon с award numeral 2    | Army NCO Professional Development Ribbon с award numeral 2    |
| 5th Row     | Army Service Ribbon                                                        | Army Service Ribbon                                                        | Army Service Ribbon                                                        | Army Service Ribbon                                                        | Army Overseas Service Ribbon с award numeral 2       | Army Overseas Service Ribbon с award numeral 2       | Army Overseas Service Ribbon с award numeral 2       | Army Overseas Service Ribbon с award numeral 2       | Медаль НАТО за службу в ISAF с одной звездой за службу        | Медаль НАТО за службу в ISAF с одной звездой за службу        | Медаль НАТО за службу в ISAF с одной звездой за службу        | Медаль НАТО за службу в ISAF с одной звездой за службу        |
| Badges      | Special Forces Tab                                                         | Special Forces Tab                                                         | Special Forces Tab                                                         | Special Forces Tab                                                         | Ranger Tab                                           | Ranger Tab                                           | Ranger Tab                                           | Ranger Tab                                           | Sharpshooter Badge с пряжкой «винтовка»                       | Sharpshooter Badge с пряжкой «винтовка»                       | Sharpshooter Badge с пряжкой «винтовка»                       | Sharpshooter Badge с пряжкой «винтовка»                       |
| Unit awards | Единая награда воинской части (подразделению)                              | Единая награда воинской части (подразделению)                              | Единая награда воинской части (подразделению)                              | Единая награда воинской части (подразделению)                              | Похвальная благодарность армейской воинской части    | Похвальная благодарность армейской воинской части    | Похвальная благодарность армейской воинской части    | Похвальная благодарность армейской воинской части    | Army Superior Unit Award                                      | Army Superior Unit Award                                      | Army Superior Unit Award                                      | Army Superior Unit Award                                      |

## Наградная запись к медали Почёта
Президент Соединённых штатов Америки уполномоченный актом Конгресса от 3 марта 1863 года награждает от имени Конгресса МЕДАЛЬЮ ПОЧЁТА посмертно
ШТАБ-СЕРЖАНТА РОБЕРТА ДЖЕЙМСА МИЛЛЕРА
АРМИЯ СОЕДИНЁННЫХ ШТАТОВ
за службу, оказанную в нижеследующей цитате
За выдающуюся храбрость и отвагу, проявленные с риском для жизни при выполнении и перевыполнении долга службы:
Штаб-сержант Роберт Дж. Миллер отличился благодаря необычайно героическим действиям в ходе службы сержантом по вооружениям Специальных сил оперативного отряда «Альфа» 3312, отряда специальных операций 33, объединённого отряда специальных операций Афганистан в ходе боевых действий против вооружённого противника в провинции Кунар, Афганистан 25 января 2008 года. В ходе проведения разведки в долине Говардеш Миллер и его отделение из американских и афганских солдат вступило в бой с 15-20 повстанцами, занимавшими подготовленные огневые позиции. Штаб-сержант Миллер вступил в бой, стреляя по позициям противника из 40 мм автоматического гранатомёта «Марк», установленного на турели, одновременно давая детальные описания местонахождения вражеских позиций командованию, для обеспечения эффективных точных авиаударов. После боя штаб-сержант Миллер повёл отделение вперёд, чтобы оценить ущерб от попадания бомб. Когда группа приблизилась к небольшой узкой долине с крутыми склонами большой, хорошо организованный отряд противника обстрелял их с господствующих, хорошо укреплённых позиций. Оказавшись на открытой местности с немногими доступными укрытиями патруль оказался уязвим для вражеских ракет и пуль. Миллер шёл впереди патруля и оказался отрезанным от своих, в 20 метрах от сил противника. Несмотря на это, с полным пренебрежением к собственной безопасности, он приказал своим пошёл в атаку, передвигаясь по открытой местности плотным огнем противника, чтобы обеспечить огневое прикрытие для своей группы.
В ходе перемещений штаб-сержант Миллер получил пулевое ранение в верхнюю часть тела. Игнорируя ранение он продолжил сражаться, вызывая на себя огонь более сотни вражеских стрелков. Он снова выскочил на открытое пространство, чтобы позволить своим товарищам добраться до безопасного места. Миллер уничтожил по меньшей мере десять и ранил несколько десятков повстанцев, периодически выходил под плотный вражеский огонь, перемещаясь с позиции на позицию. В итоге штаб-сержант Миллер получил смертельное ранение. Своей необычайной храбростью он спас жизни семерых товарищей по отряду и пятнадцати солдат национальной армии Афганистана. Героизм и самопожертвование, проявленные штаб-сержантом Миллером при выполнении и перевыполнении долга службы ценой его жизни поддержали высочайшие традиции военной службы и принесли величайшую честь ему и армии США.
БАРАК ОБАМА
/подп./Барак Обама
ПРЕЗИДЕНТ СОЕДИНЁННЫХ ШТАТОВ АМЕРИКИ
Оригинальный текст (англ.)
Staff Sergeant Robert J. Miller distinguished himself by extraordinary acts of heroism while serving as the Weapons Sergeant in Special Forces Operational Detachment Alpha 3312, Special Operations Task Force-33, Combined Joint Special Operations Task Force-Afghanistan during combat operations against an armed enemy in Kunar Province, Afghanistan on 25 January 2008. While conducting a combat reconnaissance patrol through the Gowardesh Valley, Staff Sergeant Miller and his small element of U.S. and Afghan National Army soldiers engaged a force of 15 to 20 insurgents occupying prepared fighting positions. Staff Sergeant Miller initiated the assault by engaging the enemy positions with his vehicle’s turret-mounted Mark-19 40 millimeter automatic grenade launcher while simultaneously providing detailed descriptions of the enemy positions to his command, enabling effective, accurate close air support. Following the engagement, Staff Sergeant Miller led a small squad forward to conduct a battle damage assessment. As the group neared the small, steep, narrow valley that the enemy had inhabited, a large, well-coordinated insurgent force initiated a near ambush, assaulting from elevated positions with ample cover. Exposed and with little available cover, the patrol was totally vulnerable to enemy rocket propelled grenades and automatic weapon fire. As point man, Staff Sergeant Miller was at the front of the patrol, cut off from supporting elements, and less than 20 meters from enemy forces. Nonetheless, with total disregard for his own safety, he called for his men to quickly move back to covered positions as he charged the enemy over exposed ground and under overwhelming enemy fire in order to provide protective fire for his team.
While maneuvering to engage the enemy, Staff Sergeant Miller was shot in his upper torso. Ignoring the wound, he continued to push the fight, moving to draw fire from over one hundred enemy fighters upon himself. He then again charged forward through an open area in order to allow his teammates to safely reach cover. After killing at least 10 insurgents, wounding dozens more, and repeatedly exposing himself to withering enemy fire while moving from position to position, Staff Sergeant Miller was mortally wounded by enemy fire. His extraordinary valor ultimately saved the lives of seven members of his own team and 15 Afghanistan National Army soldiers. Staff Sergeant Miller’s heroism and selflessness above and beyond the call of duty, and at the cost of his own life, are in keeping with the highest traditions of military service and reflect great credit upon himself and the United States Army.
BARACK OBAMA
/s/ Barack Obama
PRESIDENT OF THE UNITED STATES OF AMERICA